# Тимур (козёл)
Тиму́р (до ноября 2015 — Баро́н) (8 июля 2014 (пригород Владивостока, Россия) — 5 ноября 2019 (Приморский сафари-парк, Шкотовский район, Приморский край, Россия)) — самец домашней козы, обитатель Приморского сафари-парка (Россия) со 2 ноября 2015 года. Известен как «самый знаменитый козёл страны», «легендарный козёл», как «самое знаменитое травоядное страны», «любимец всех россиян». Прославился тем, что отстоял свою жизнь перед тигром Амуром, стал «знаменитым на весь мир» своей «невозможной дружбой» с хищником, а также «семейной историей» с козой Меркель. Сюжеты жизни козла Тимура были популярными темами в СМИ.

## Жизнеописание

### Сведения о рождении
Родился 8 июля 2014 года в пригороде Владивостока, в фермерском хозяйстве Романовки, специализирующемся на выращивании травоядных животных для кормления хищников. Имя при рождении — Барон. Был единственным козлёнком у мамы-козы, которая была абсолютно чёрного цвета. Детство провёл в обществе среднеазиатской овчарки по кличке Зулум, с которой спал в одном вольере. Окрас овчарки напоминал тигриный. Хозяйкой Барона была Евгения Ковалёва.

### История дружбы с тигром Амуром
Козёл Барон был продан в Приморский сафари-парк 2 ноября 2015 года. Ему надлежало стать обедом для обитавшего в сафари-парке тигра Амура. Однако вместо того, чтобы быть съеденным, козёл не только отстоял свою жизнь, но и смог подружиться с хищником: он «вопреки природе, смог найти общий язык с грозным тигром».
Прозвище Тимур было дано козлу за проявленные им в отношениях с тигром «бесстрашие и доблесть».
Подружившись, Амур и Тимур жили вместе, играли, спали бок о бок, перенимали привычки друг друга. О «невозможной дружбе» потенциальной жертвы и хищника «узнало всё мировое сообщество», «узнал весь мир».
По оценке Эдгарда Запашного, козёл Тимур — «всероссийская знаменитость», «звезда, причём звезда мирового уровня».
По мнению директора сафари-парка Дмитрия Мезенцева, Тимур принадлежал к «редкой породе бесцеремонных и особо наглых козлов». Тимур «постоянно шпынял» Амура, бодался, бил его копытами. Когда терпение тигра достигло определённого предела — тот 26 января 2016 года схватил Тимура за загривок и сбросил со склона, что привело к травме парнокопытного, хотя и без серьёзной раны. Тимур был отселён из вольера Амура. В Московской ветеринарной академии им. К. И. Скрябина у него были диагностированы повреждения мягких тканей с гнойными осложнениями, вследствие чего козёл был прооперирован.

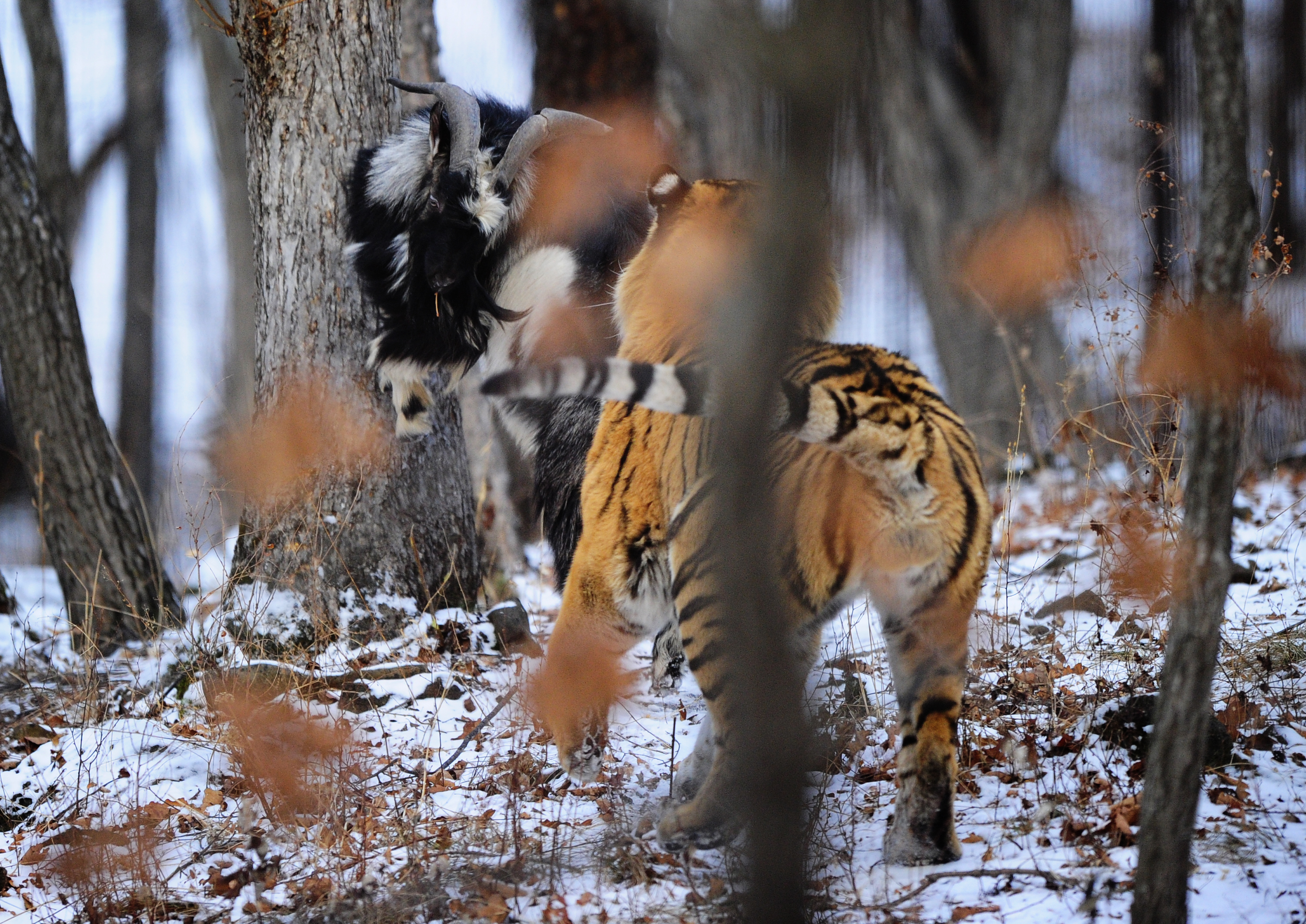
Козёл Тимур атакует тигра Амура

Доктор философских наук Кугай А. И. считает, что после трёпки тигром козёл был «инфицирован вирусом страха»: он «утратил свою „прежнюю идентичность“, превратившись для хищника в жертвенного травоядного парнокопытного, предназначенного для заклания».

### «Семейная история» с козой Меркель
После того, как Тимур был отселён от опасного соседа, руководством сафари-парка было принято решение найти пострадавшему невесту. Был объявлен «конкурс на лучшую козу» для Тимура.

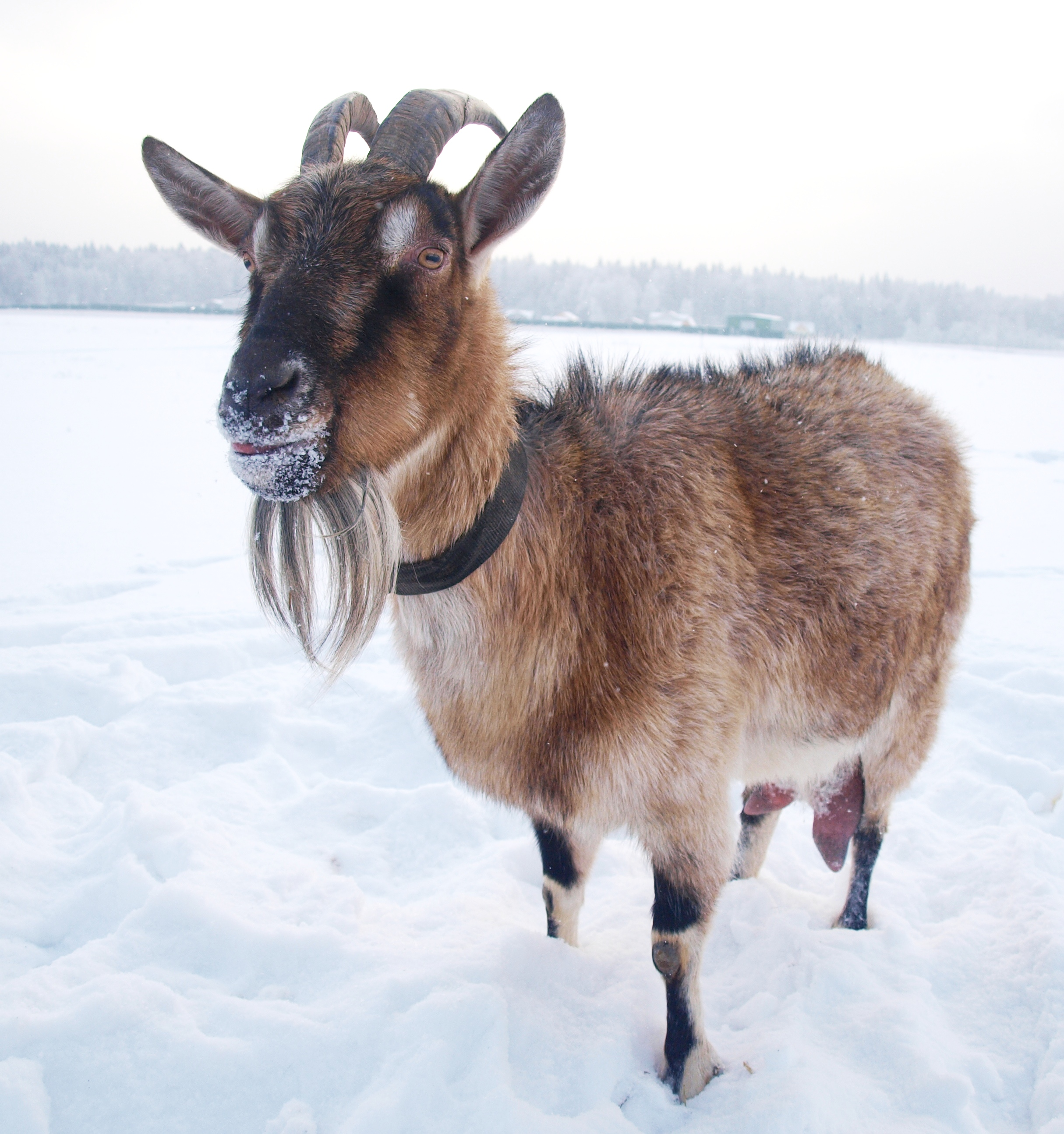
Коза Меркель

В «конкурсе невест» участвовали шесть претенденток. Тимур выбрал козу Меркель из деревни Дубровское Истринского района Московской области. Хозяин козы — фермер-сыровар Олег Сирота, который приобрёл её у своего тестя — Германа Стерлигова.
Меркель на полтора года поселилась в Приморском сафари-парке, 25 января 2017 года родив козлёнка (самца).

### Болезнь и смерть
После травмы, полученной 26 января 2016 года, козёл Тимур находился в Приморском сафари-парке под присмотром трёх ветеринарных врачей. Умер «главный козёл России» от остановки сердца 5 ноября 2019 года. Его тело было кремировано.

Козёл Тимур был символом отважных козлов.
— Олег Сирота (хозяин козы Меркель)
При среднем возрасте домашних коз 10 лет, козёл Тимур умер в возрасте 5 лет.

## Потомство Тимура
- Два козлёнка от козы Леди (род. до ноября 2015 года)[1]
- Пять козлят от двух не названных в источнике коз (род. до ноября 2015 года)[1][11]
- Козлик Студент (род. 25 января 2017 года от козы Меркель)[31][33][34][42][50][51]
- Козлик Тимурид от не названной в источниках козы[18][52]

## Увековечение памяти
Жизнь козла Тимура нашла отражение в массовой культуре.

Козёл Тимур — один из символов Приморского края.
— Комсомольская правда. Владивосток, 8.11.2019
— Комсомольская правда. Уфа, 8.11.2019
— Информационный портал Тольятти «ТЛТгород.ру», 8.11.2019
На месте захоронения урны с прахом козла Тимура планируется поставить его бронзовую скульптуру.
Похороны «главного козла России» состоялись осенью 2020 года.

Звёздный козел из Приморья, подобно культовым героям рок-н-ролла, оказался верен девизу «Живи быстро, умри молодым».
— Аргументы и факты, 8.11.2019